# Beendermeel

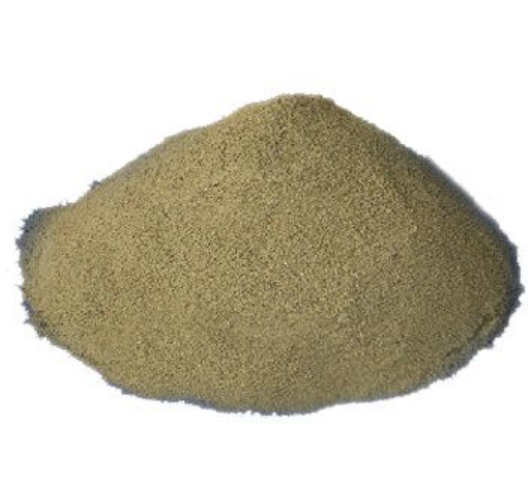
Beendermeel

Beendermeel (ook: beenderenmeel) is een product dat verkregen wordt door het vermalen van beenderen.
Beendermeel werd – naast kalkbemesting met behulp van mergel – toegepast voor bemesting en was feitelijk de eerste vorm van kunstmest. Het was een fosfaatmeststof.
In Nederland verschenen de eerste beendermeelfabrieken omstreeks 1840, onder meer in Leeuwarden, Apeldoorn, Amsterdam, Gouda en Lochem. In Zwolle begon de Beenzwart- en meststoffenfabriek G.J. Krol & Co. omstreeks 1880 met de productie. Later volgden de Delftse Lijm- en Gelatinefabriek en het Utrechtse bedrijf Wed. P. Smits & Zn., dat vanaf 1827 beenzwart en vanaf 1835 zwavelzuur maakte. Aangezien bij de verwerking van beenderen tot beenzwart ook ammoniak vrijkwam, kon zwavelzure ammoniak worden geproduceerd, dat de eerste échte, chemisch bereide, kunstmeststof was. Dit geschiedde eind jaren 70 van de 19e eeuw. Kunstmestproductie was hier vooralsnog een nevenactiviteit.

## Kunstmestfabriekjes
Geleidelijk verschenen fabrieken die de productie van kunstmest als hoofdactiviteit hadden, onder meer op basis van guano. Deze fabrieken verwerkten reststoffen van tal van bedrijfstakken, en ook beendermeel, tot kunstmest. Deze activiteiten startten op kleine schaal reeds in 1855. Het betrof de fabriek van J.J. Kortman te Rotterdam, later Fabriek van Chemische Meststoffen v/h J.J. Kortman genaamd, die een reukloze "guanine" (kunst-guano) produceerde uit stadsbeer, bagger, bloed, visafval, afval van lijmfabrieken, leerlooierijen en stearinefabrieken. Daarnaast was er Machiel Müller te Utrecht, waar "phospho-guano" en superfosfaat uit afgewerkte beenderkool en beendermeel werden gemaakt. Deze fabriek werd in de volksmond De Benenkluif genoemd.